# Pseudosedum acutisepalum
Pseudosedum acutisepalum är en fetbladsväxtart som beskrevs av Jansson. Pseudosedum acutisepalum ingår i släktet Pseudosedum och familjen fetbladsväxter. Inga underarter finns listade i Catalogue of Life.